# Sigfús Sigurðsson
Sigfús Sigurðsson (Reykjavík, Island, 7. svibnja 1975.) je bivši islandski rukometaš i nacionalni reprezentativac a igrao je na poziciji pivota.

## Karijera
Sigurðsson je profesionalnu karijeru započeo nastupajući za domaći Valur Reykjavík da bi se nakon jedne sezone u španjolskoj Cantabriji Santander vratio u prvotni klub. 2002. potpisao je za njemačkog bundesligaša Magdeburga u kojem je proveo četiri sezone gdje je bio miljenik publike a odlikovala ga je odlična igra u obrani. Do kraja igračke karijere nastupao je za Ademar León dok se 2008. po drugi puta vratio u Valur Reykjavík dok je posljednju sezonu proveo u njemačkom TV Emsdettenu.
Za islandsku reprezentaciju je debitirao 9. travnja 1996. u prijateljskoj utakmici protiv Australije igranoj u japanskom Kumamotu. S njome je nastupio na Olimpijadi u Ateni dok je na sljedećoj u Pekingu igrao olimpijsko finale. U ukupno 162 nastupa zabio je 316 golova.

## Privatni život
Sigurðsson dolazi iz sportske obitelji te se njegov djed Sigfús bavio bacanjem kugle (sudjelovao je na Olimpijadi 1948.) te bacanjima diska i kladiva.
Tijekom studenog 2013. izjavio je da prodaje srebrnu olimpijsku medalju zbog čega je brzo reagirao islandski rukometni savez te je kupio istu. Razlozi zbog takvog poteza bili su njegovi prijašnji problemi s alkoholom i drogom što ga je dovelo do osobnog bankrota. Danas aktivno pomaže članovima udruge Anonimni Alkoholičari čiji je i sam bio član.